# Hässelby villastad
Hässelby villastad est un quartier du district d'Hässelby-Vällingby à Stockholm en Suède.

## Situation
Hässelby Villastad est un quartier de Västerort. 
Le quartier borde Hässelby strand, Hässelby gård, Vinsta, Kälvesta ainsi que la commune de  Järfälla de l'autre côté du lac Mälaren jusqu'à la commune d'Ekerö.
Le quartier est le plus occidental de Stockholm et le plus grand en superficie.

## Description
C'est en grande partie un quartier haut de gamme avec des points de repère notables comme la zone commerciale centrale d'Åkermyntan et la grande décharge de Lövsta, qui a été utilisée pour tous les déchets de Stockholm de la fin du XIXème siècle jusqu'aux années 1950.
Riddersvik est un parc et un manoir, utilisé comme lieu de conférence et de restauration, il fut construit au XVIIIe siècle pour un homme d'affaires qui l'utilisait comme parc de loisirs. 
À côté du manoir se trouve une jetée en bois fixée au rocher qui longe l'eau de Riddersvik à Fargersstrand. Allmäna badet est la plage principale de la commune, avec une terrasse en bois récemment construite. 
Deux jetées permettent de sauter dans l'eau, et de l'autre côté de la plage se trouve la plage pour enfants. 
À Hässelby se trouve Lövstaskogen, une destination prisée pour les promenades. .

## Galerie

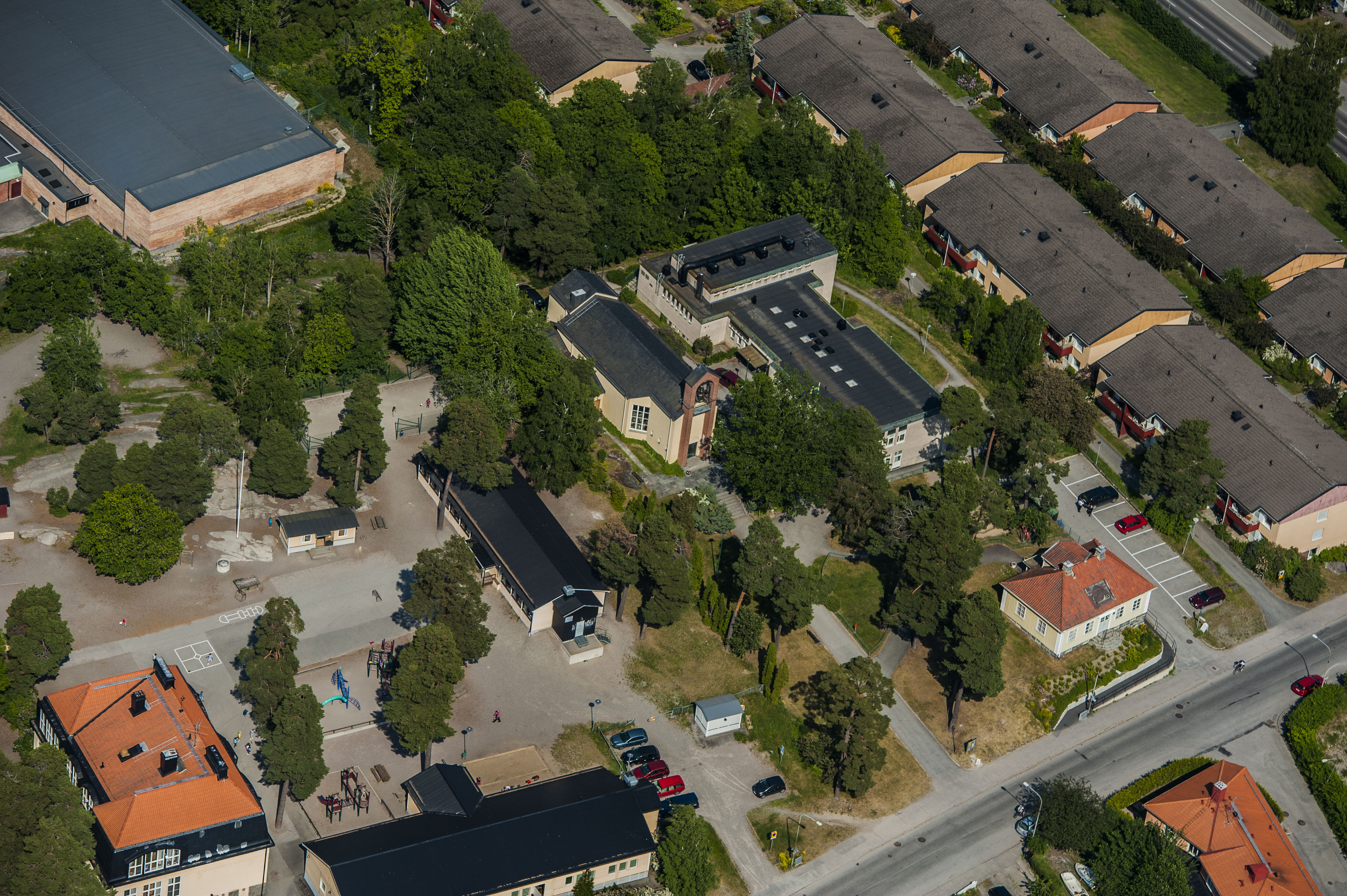
L'église d'Hässelby villastad.
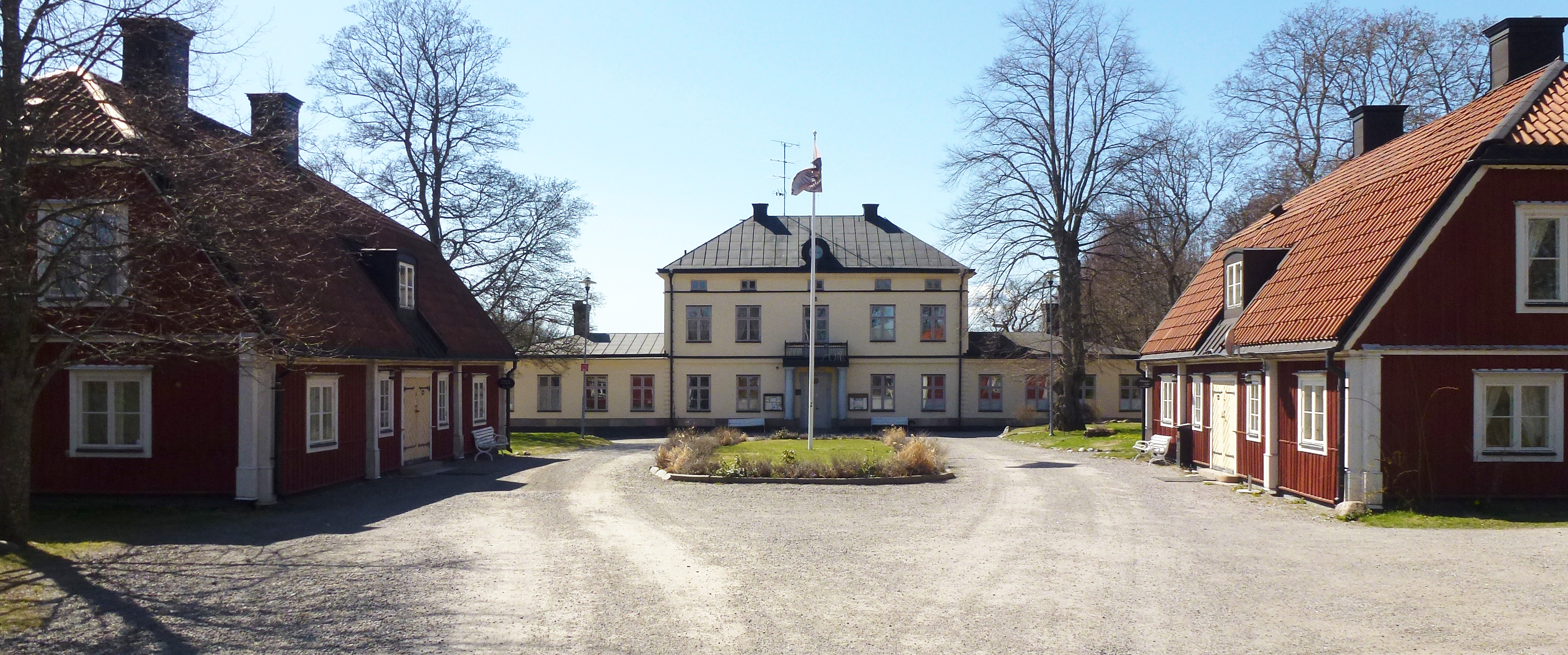
Riddersviks gård.
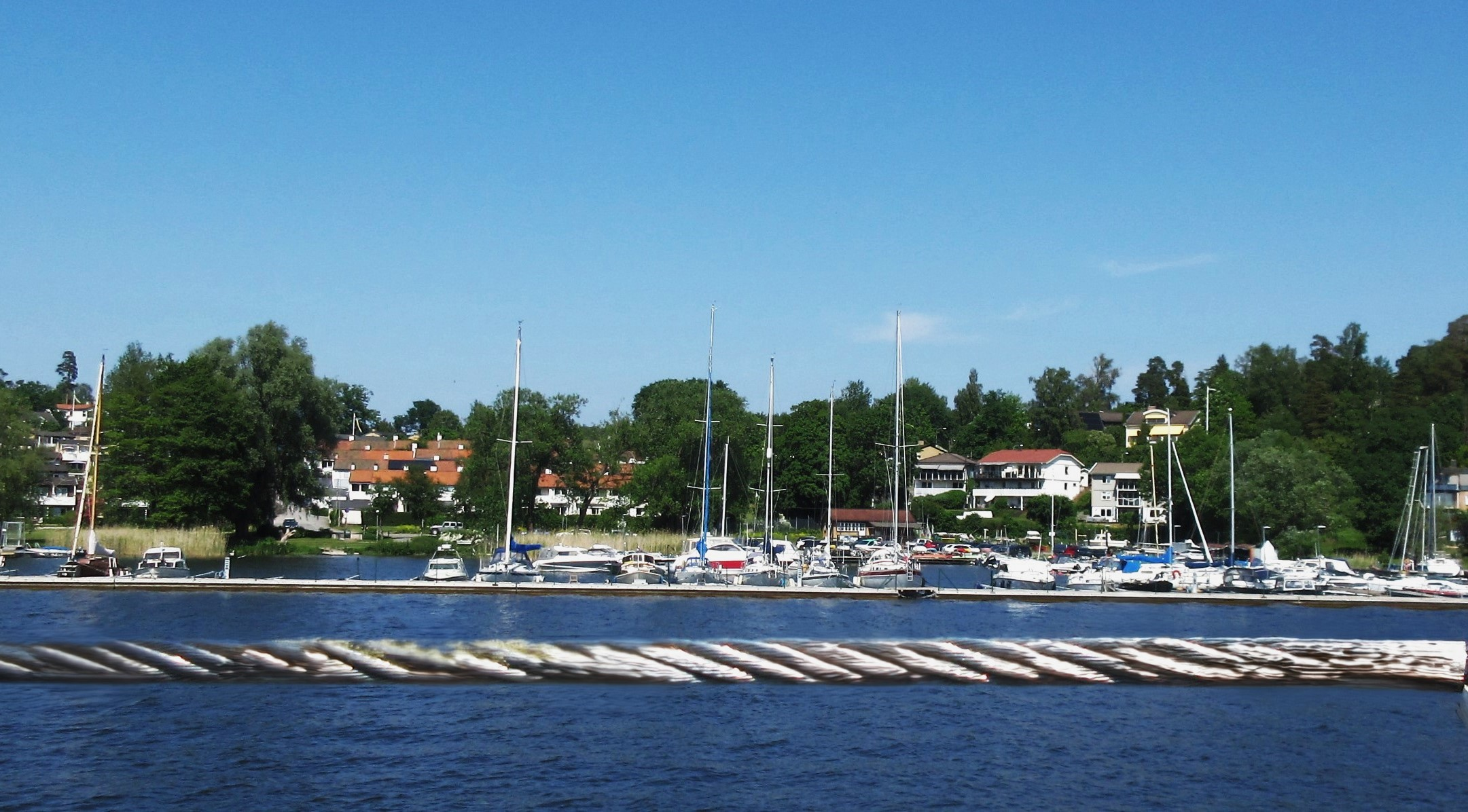
Port de plaisance de Riddersvik.